# Nadifloxacin
Nadifloxacin ist eine antibiotisch wirksame  Substanz aus der Gruppe der Fluorchinolone (Gyrasehemmer).

## Chemische Eigenschaften
Nadifloxacin besitzt ein Benzo[ij]chinolizin-Gerüst mit einem Fluor-Atom an Position 9 und einem 4-Hydroxypiperidinrest an der Position 8. Die Substanz hat ein chirales Zentrum und liegt als Racemat vor.

## Wirkmechanismus
Nadifloxacin verursacht eine Hemmung der DNA-Faltung durch die DNA-Gyrase. Die Gyrase ist ein Enzym und ermöglicht die geordnete Unterbringung des gesamten DNA-Stranges eines Bakteriums in einer Bakterienzelle. Die Gyrase erledigt dabei die Verdrillung des DNA-Stranges durch Öffnen und Schließen des Stranges, so dass nicht der ganze Strang rotieren muss. Bei einer Gyrasehemmung kann sich der zur Verdrillung geöffnete Strang nicht wieder schließen. Die Replikation der Zelle ist gestört. Das Bakterium stirbt.
In diversen Studien zeigt Nadifloxacin in vitro und in vivo gegen einen breiten Bereich von Grampositiven und Gramnegativen Bakterien einschließlich Anaerobiern (Propionibacterium acnes) seine Wirksamkeit.
Das genaue Ausmaß der Resorption von Nadifloxacin-Creme nach topischer Applikation auf an Akne erkrankte Haut variiert. Eine Einzeldosis von 10 g einer 1 %-Nadifloxacin-Creme, die auf die Rücken gesunder Probanden aufgetragen wurde, ergab eine mittlere maximale Plasmakonzentration von 0,54 ng/ml. Die mittlere Plasmahalbwertszeit von Nadifloxacin betrug 12,7 Stunden. Nach wiederholter Applikation von zweimal täglich 5 g einer 1 %-Nadifloxacin-Creme an gesunden Probanden über einen Zeitraum von 7 Tagen wurde die steady-state-Plasmakonzentration am 5. Tag erreicht. Die maximale Plasmakonzentration vom 1,34 ng/ml wurde 8 Stunden nach der letzten Applikation erreicht. Über einen Zeitraum von 192 Stunden wurden durchschnittlich 0,013 % der applizierten Dosis von Nadifloxacin im Urin wiedergefunden.
Nach erfolgter Resorption wurden sowohl unverändertes Nadifloxacin als auch Metaboliten in Urin und Faeces gefunden. Der Grad der Absorption ist abhängig vom Zustand des Stratum corneum.

## Anwendung
In der Medizin wird Nadifloxacin bei Acne vulgaris,
Follikulitis, Sykosis vulgaris, atopischer Dermatitis und Impetigo
eingesetzt. Nadifloxacin wird ausschließlich topisch angewendet.

## Nebenwirkungen
Bekannte Nebenwirkungen von Nadifloxacin sind Juckreiz, Papeln, Kontaktdermatitis, Hautreizung, Wärmegefühl, Flushing (anfallsweise Hautrötung mit Hitzegefühl), Erythembildung, Urtikaria, Hypopigmentierung der Haut.

## Resistenzen
In verschiedenen Studien zeigte Nadifloxacin nur eine geringe Rate an spontanen Resistenzbildungen im Vergleich mit älteren topischen Antibiotika.

## Handelsnamen
Nadixa (D, AT), Acuatim (J)